# Национальная музыка
Национа́льная му́зыка — отражение средствами музыкального искусства национальной специфики своего народа, иными словами, это музыкальные произведения в характере народных мелодий и вкусов независимо от музыкального жанра: народная музыка, академическая, духовная, популярная. Национальная музыка опирается на фольклорно-национальные истоки и является важной частью национальной культуры.
К национальной музыке относятся государственные гимны. Среди многочисленных сборников гимнов выделяются «Recueil d’airs nationeaux» Леона Шика и в особенности «Сборник национальных гимнов всех государств света» П. Щуровского. 
Национальной оперой называется та, в которой сюжет и музыка проникнуты национальным духом: «Жизнь за царя» М. Глинки, «Русалка» А. Даргомыжского, «Рогнеда» и «Вражья сила» А. Серова, «Снегурочка» и «Майская ночь» Н. Римского-Корсакова, «Купец Калашников» А. Рубинштейна, «Опричник», «Мазепа» и «Евгений Онегин» П. Чайковского, «Князь Игорь» А. Бородина, «Борис Годунов» и «Хованщина» М. Мусоргского, «Кузнец Вакула» Н. Соловьёва, «Нижегородцы» Э. Направника, «Фрейшютц» К. Вебера, итальянские оперы многих композиторов (в особенности Доницетти), музыка которых так близко подошла к народным массам, что стала национальным достоянием. Только нация всесторонне и художественно развитая может иметь свою национальную оперу. Некоторые оперы, воспроизводящие жизнь народа и его песни и вполне ему доступные, также называются народными, например «Фрейшютц» К. Вебера, отчасти «Вражья сила» А. Серова. В Европе XIX века патриотические оперы обычно называли историческими, но не национальными, потому что, по мнению В. Стасова, в «Европе национальная музыка и ее главное основание — национальная песня — давно исчезла и нигде уже почти более не существует».
Национальными композиторами считаются те, в произведениях которых, даже чуждых заимствований у народа, часто проявляется национальный дух (Бетховен, Гендель, Гуно, Верди, Глинка, Сметана, Шопен, Гаде, Григ, Свендсен и многие другие).
Этномузыковед Т. Турино отмечает, что национальная музыка может использоваться для создания, поддержания или изменения идентичности национальной (или этнической) группы. А на основе анализа музыкального национализма можно многое понять о различных национальных и этнических взаимоотношениях в том или ином обществе.